# Giorgio Petrosian
Gevorg  Petrosyan (armeniska: Գեվորգ Պետրոսյան), född 10 december 1985, är en armenisk-italiensk thai-kickboxare. Han är två gånger regerande K-1-mästare (2009 och 2010) och WKN Intercontinental Middleweight Muaythai-mästare.
Vid 14 års ålder flyttade han till Italien och började träna Thaiboxning. Strax efter 2 år började han sin professionella karriär. Giorgio Petrosian kommer att ta plats i Italien, med förvaltningen av chefen Carlo Di Blasi, av den internationella legenden om kampsport, Paolo Flex Biotti, officiell TV sparringpartner Don Wilson anses den italienska första svar på Dida Diafat, Ramon Dekkers och Pennacchio vars karriär i stor stigning mot filmens kampsport filmer industrin  och VM-titel kommer att blockeras av en dödlig bilolycka som tar honom några år till rullstolen , efter flera operationer Biotti kommer tillbaka för att strida, men bara ett fåtal gånger, och sedan blev en av de mest kända sportchef i Europa.